# Lanzarote (livre)
Pour les articles homonymes, voir Lanzarote (homonymie).
Lanzarote est un récit de Michel Houellebecq publié en 2000 chez Flammarion sous forme d'un coffret contenant le récit lui-même et un album de photos des paysages de l'île de Lanzarote, prises par l'auteur. Le texte seul a été réédité en 2002 dans la collection Librio, accompagné de quelques nouvelles (Lanzarote et autres textes).

## Résumé
Lanzarote est un récit de voyage divisé en dix parties portant sur les loisirs touristiques de la classe moyenne. La première semaine de l'an 2000, le narrateur, un alter ego désenchanté de l'auteur, décide de partir pour Lanzarote, une île volcanique des Canaries. Il y rencontre un couple de nudistes lesbiennes allemandes « non exclusives », Pam et Barbara, qui se caressent sans complexe sur la plage, et Rudi, un inspecteur de police luxembourgeois taciturne et en pleine dépression, vivant à Bruxelles. Les Allemandes entraînent le narrateur dans leurs joyeux jeux érotiques tandis que Rudi continue de faire la gueule.
Leur séjour s'achève par la décision de Rudi d'intégrer la religion des Raëliens, secte ayant pour mission de préparer le retour sur terre des extraterrestres, et dont le centre spirituel est Lanzarote. La fin du roman distillera l'idée que le narrateur pourrait avoir fécondé l'une des deux Allemandes pendant leurs ébats sur une plage, tandis que Rudi et les Raëliens seront poursuivis et condamnés pour pédophilie. La fin de l'histoire de la secte est vécue strictement du point de vue du narrateur qui assiste à la télévision aux comptes rendus du procès, très normatifs, montrant les Raëliens sous leurs jours les plus convenus (le pédophile avec moustaches et lunettes, le gourou avec une vie de famille bien rangée), ce point de vue médiatisé renforçant un subtil sentiment paranoïaque. Les thèmes raëliens seront développés plus longuement dans La Possibilité d'une île (2005)

## Extraits
- « Le 14 décembre 1999, en milieu d'après-midi, j'ai pris conscience que mon réveillon serait probablement raté-comme d'habitude. J'ai tourné à droite dans l'avenue Félix-Faure et je suis rentré dans la première agence de voyage. »[réf. nécessaire]
- « De toute façon, les Français méprisent les Belges, et le pire est qu'ils ont raison. La Belgique est un pays déliquescent et absurde, un pays qui n'aurait jamais dû exister. »[réf. nécessaire]

## Crédits pour le volume de photographies
- Photographies : Michel Houellebecq
- Mise en pages : Michel Houellebecq et Valérie Gautier
- Direction artistique : Valérie Gautier
- Direction de la fabrication : Michel Moulins
- Photogravure et impression : Imprimerie Pollin, Luçon
- Achevé d'imprimer en août 2000

## Table des matières deLanzarote et autres textes(Librio)
- « Lanzarote »
- « Compte rendu de mission : viser en plein centre »
- « Sortir du XXe siècle »
- « Cléopâtre 2000 »
- « Consolation technique »
- « Ciel, terre, soleil »

## Éditions
Coffret
- Lanzarote, « Au milieu du monde », Paris, Flammarion, 2000, 2 vol. sous coffret.  (ISBN 2-08-067927-9)

Vol. 1, Récit, 90 p.
Vol. 2, Photographies, 80 p. (photos en couleur)
- Lanzarote, « Au milieu du monde », Paris, Le Grand livre du mois, 2000, 2 vol. sous coffret.  (ISBN 2-7028-4241-0)

Vol. 1, Récit, 90 p.
Vol. 2, Photographies, 80 p. (photos en couleur)
Lanzarote et autres textes
- Lanzarote et autres textes, Paris, Librio (#519), 2002, 89 p.  (ISBN 2-290-31668-7)